# ハナオコゼ
ハナオコゼ（花虎魚、Histrio histrio）は、カエルアンコウ科ハナオコゼ属に属する魚類。ハナオコゼ属は単型。亜熱帯・熱帯海域の流れ藻（主にホンダワラ属）の間で生活する。学名はラテン語のhistrio（俳優）に由来し、獲物を追跡する際の行動を表している。

## 概要

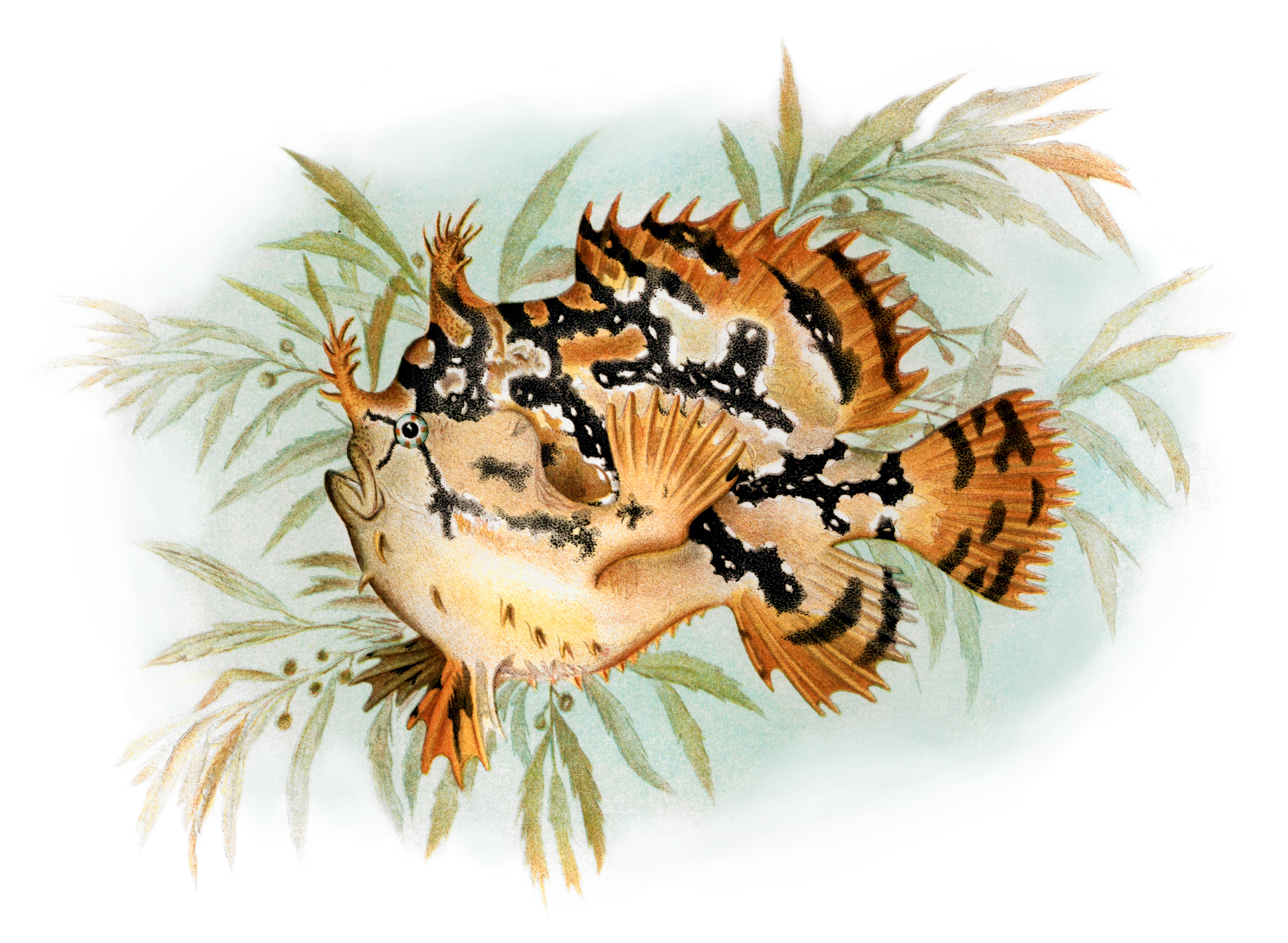
ハナオコゼのイラスト

姿は他のカエルアンコウ類に似るが、より流れ藻での生活に適応している。
体は側扁し、20cm程度まで成長する。体色は変化に富むが、通常は明色の皮膚に黄・緑・茶の斑紋が入る。鰭には暗色の縞が入る。体色は、背景に応じて明色から暗色まで急速に変えることができる。皮膚は滑らかだが、全身を海藻に似た突起が覆っている。背鰭は3棘条、11-13軟条。第1棘条は誘引突起（イリシウム）に変化している。鰓裂を持たないため、頭部と胴部の区別は曖昧である。胸鰭後方に鰓孔がある。尻鰭に棘条はなく、7-13軟条。腹鰭は大きい。胸鰭は9-11軟条で柄があり、物をつかむことができる。尾鰭の外側の鰭条は分岐しないが、内側は分岐する。
和名に「オコゼ」を含むが、ハオコゼやオニオコゼ、オニダルマオコゼなどとは異なり、棘条に毒はない。

## 分布
汎存種であり、熱帯、亜熱帯海域の深度10m以浅に生息する。西部大西洋ではメイン湾からウルグアイにおよぶ。ノルウェー北部でも報告されているが、北大西洋海流に流されてきたものと考えられる。

## 生態
待ち伏せ型の捕食者であり、肉食性である。共食いをすることもあり、16匹もの同種小型魚を捕食していた例がある。獲物を追う際には、体色が保護色となる。腕状の胸鰭を持ち、海藻の茎にしがみ付いたりよじ登ったりすることができる。疑似餌を用いて小魚やエビをおびき寄せ、鰓孔から水を噴射して襲いかかる。口を瞬間的に大きく広げることができるので、自身と同じくらいの獲物も吸い込むことができる。
雌雄異体であり、繁殖時にオスはメスの周囲を泳ぎ回る。産卵の準備ができるとメスは急いで海面に上がり、ゲル状の粘液に包まれた卵塊を産み落とす。卵塊は流れ藻に接着され、オスによって受精が行われる。孵化した幼生は球形の外皮に包まれ、大きな頭部を持つ。鰭は完全に形成されている。成長すると、外皮は皮膚と融合する。
天敵は大型魚や海鳥である。水中の捕食者を避けるため、流れ藻の上に跳び上がることもあり、水上でもある程度の間は生存できる。